# Jan Pijnenburg
Johannes Baptist Nobertus Pijnenborg, känd som Jan "Kanonbal" Pijnenburg, född 15 februari 1906 i Tilburg, död 2 december 1979 i Tilburg, var en nederländsk bancyklist.
Pijnenburg blev olympisk silvermedaljör i lagförföljelselopp vid sommarspelen 1928 i Amsterdam. Efter detta blev han professionell och vann som sådan sjutton sexdagarslopp.

## Meriter

### Amatör
1928
 2:a i i lagförföljelselopp vid Olympiska spelen (med Johannes Maas, Piet van der Horst och Janus Braspennincx)

### Professionell
| 1930/1931 Vinnare av Dortmunds sexdagars (med Adolf Schön) Vinnare av Berlins sexdagars (med Adolf Schön) 1931/1332 Vinnare av Dortmunds sexdagars (med Piet van Kempen) Vinnare av Bryssels sexdagars (med Janus Braspennincx) Vinnare av Chicagos sexdagars (med Adolphe Van Nevele) Vinnare av Paris sexdagars (med Piet van Kempen) 1932/1933 Vinnare av Amsterdams sexdagars (med Piet van Kempen) Vinnare av Bryssels sexdagars (med Adolf Schön) Vinnare av Frankfurts sexdagars (med Viktor Rausch) Vinnare av Stuttgarts sexdagars (med Emil Richli) | 1933/1934 Vinnare av Amsterdams sexdagars (med Cor Wals) Vinnare av Bryssels sexdagars (med Cor Wals) Vinnare av Antwerpens sexdagars (med Cor Wals) Vinnare av Paris sexdagars (med Cor Wals) 1936/1937 Vinnare av Rotterdams sexdagars (med Cor Wals) Vinnare av Antwerpens sexdagars (med Frans Slaats) Vinnare av Köpenhamns sexdagars (med Frans Slaats) |